# Johann Nepomuk Stadler
Johann Nepomuk Stadler (* 6. Mai 1755 in Bruck an der Leitha; † 2. Mai 1804 in Wien) war ein österreichischer Klarinettist und Bassetthornspieler und der jüngere Bruder des Klarinettisten Anton Stadler.
Wie sein bekannterer Bruder Anton begann Johann Nepomuk als Musiker des russischen Botschafters in Wien, Dmitri Michailowitsch Golizyn (1721–1793). Im Februar 1782 erließ Joseph II. ein Dekret, damit die Gebrüder Mitglieder im Orchester des Wiener Burgtheaters werden, um zu verhindern, dass die beiden Wien verlassen. Johann Nepomuk spielte die erste und sein Bruder die zweite Klarinette. Im Jahr 1801 verfasste Ludwig van Beethoven die Partitur des Bassetthorns im Ballett Die Geschöpfe des Prometheus (op. 43) explizit für Johann  Nepomuk Stadler.